# 山代立岩中継局
山代立岩テレビ中継局（やましろたちいわテレビちゅうけいきょく）は、佐賀県伊万里市に置かれていたテレビ中継局である。

## 概要
- 1980年（昭和55年）12月24日に開局（太良大浦中継局と同日）し、2011年（平成23年）7月24日で廃局。
- 当中継局は、市西部に位置しており、伊万里市西部の一部へ電波を発射していた。

## 置局住所
- 伊万里市山代町大字立岩字古川3210-3

## 送信施設概要

### デジタルテレビ
| リモコンキーID | 放送局名 | 呼出符号 | 物理チャンネル | 空中線電力 | ERP | 放送対象地域 | 放送区域内世帯数 | 本放送開始日 |
| 非該当         |          |          |                |            |     |              |                  |              |

### アナログテレビ
| 放送局名          | チャンネル | 空中線電力          | ERP                  | 放送対象地域 | 放送区域内世帯数 |
| NHK佐賀教育テレビ | 30ch       | 映像100mW /音声25mW | 映像630mW /音声155mW | 全国放送     | 約-世帯          |
| NHK佐賀総合テレビ | 62ch       | 映像100mW /音声25mW | 映像590mW /音声145mW | 佐賀県       | 約-世帯          |
| stsサガテレビ     | 56ch       | 映像100mW /音声25mW | 映像590mW /音声145mW | 佐賀県       | 約-世帯          |

- 垂直偏波送信